# NGC 1037
NGC 1037 je jedan do danas nepotvrđeni objekt u zviježđu Kitu. Sva promatranja poslije nisu na tom položaju uočila nikoji objekt.

## Vanjske poveznice
- SEDS: NGC 1037